# 复新河
复新河，旧称复兴河，位于中国安徽省和江苏省北部，山东省西南部，属于南四湖水系。古为泗水支流“泡水”，黄河夺泗时期曾为黄河泛道。清咸丰元年（1851年），黄河在今安徽省砀山县蟠龙集决口，形成大沙河，泡水东流受阻，转东北流入昭阳湖。今复新河源自安徽省砀山县玄庙镇以西，汇集黄河故道北大堤以北洼地区间水，向东北流经江苏省丰县和山东省鱼台县，在鱼台县东南谷亭街道的西姚村与东鱼河平行注入昭阳湖。上段全长75公里，流域面积1812平方公里。